# مقامة

رسم للواسطي مرافق للمقامة الدمشقية من مقامات الحريري ، عام 1237 م.

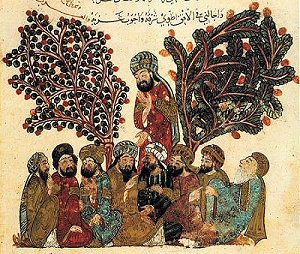
صورة من إحدى صفحات مقامات بديع الزمان الهمذاني.

المقامات هي مجموعة حكايات قصيرة متفاوتة الحجم جمعت بين النثر والشعر بطلها رجل وهمي. يعرف بخداعه ومغامراته وفصاحته وقدرته على قرض الشعر وحسن تخلصه من المآزق إلى جانب أنه شخصية فكاهية نشطة تنتزع البسمة من الشفاه والضحكة من الأعماق. ويروي مغامرات هذه الشخصية التي تثير العجب وتبعث الإعجاب رجل وهمي يدعى عيسى بن هشام. يعدّ كتاب المقامات أشهر مؤلفات بديع الزمان الهمذاني الذي له الفضل في وضع أسس هذا الفن وفتح بابه واسعاً ليلجه أدباء كثيرون أتوا بعده وأشهرهم أبو محمد القاسم الحريري وناصف اليازجي. ولهذا المؤلف فضل كبير في ذيوع الصيت، بديع الزمان الهمذاني لما احتواه من معلومات جمة تفيد جميع القراء من مختلف المشارب والمآرب إذ وضعه لغاية تعليمه فكثرت فيه أساليب البيان وبديع الألفاظ والعروض، وأراد التقرب به من الأمير خلف بن أحمد فضمنه مديحاً يتجلى خاصة في المقامة الحمدانية والمقامة الخمرية فنوع ولون مستعملاً الأسلوب السهل، واللفظ الرقيق، والسجع القصير دون أدنى عناء أو كلفة. وقد اشتهرت من المقامات مقامتان التي جالت في كل أنحاء العالم الإسلامي ، وهي :
- مقامات بديع الزمان الهمذاني.
- مقامات الحريري.

تنطوي المقامات على ضروب من الثقافة إذ نجد بديع الزمان'‘ يسرد علينا أخباراً عن الشعراء في مقامته الغيلانية'‘ و'‘ مقامته البشرية ويزودنا بمعلومات ذات صلة بتاريخ الأدب والنقد الأدبي في مقامته الجاحظية والقريضية والإبليسية، كما يقدم في المقامة الرستانية وهو السني المذهب، حجاجاً في المذاهب الدينية فيسفه عقائد المعتزلة ويرد عليها بشدة وقسوة، ويستشهد أثناء تنقلاته هذه بين ربوع الثقافة بالقرآن الكريم والحديث الشريف، وقد عمد إلى اقتباس من الشعر القديم والأمثال القديمة والمبتكرة فكانت مقاماته مجلس أدب وأنس ومتعة وقد كان يلقيها في نهاية جلساته كأنها ملحة من ملح الوداع المعروفة عند أبي حيان التوحيدي في "الامتناع والمؤانسة"، فراعى فيها بساطة الموضوع، وأناقة الأسلوب، وزودها بكل ما يجعل منها:
- وسيلة للتمرن على الإنشاء والوقوف على مذاهب النثر والنظم.
- رصيد لثروة معجمية هائلة.
- مستودعاً للحكم والتجارب عن طريق الفكاهة.
- وثيقة تاريخية تصور جزءاً من حياة عصره وإجلال رجال زمانه.

كما أن مقامات بديع الزمان تعدّ نواة المسرحية العربية الفكاهية، وسببًا لنشأة أدب الكدية وقد خلد فيها أوصافاً للطباع الإنسانية فكان بحق واصفاً بارعاً لا تفوته كبيرة ولا صغيرة، وأن المقامات هذه لتحفة أدبية رائعة بأسلوبها ومضمونها وملحها الطريفة التي تبعث على الابتسام والمرح، وتدعو إلى الصدق والشهامة ومكارم الأخلاق التي أراد بديع الزمان إظهار قيمتها بوصف ما يناقضها، وقد وفق في ذلك أيمن توفيق.وهناك مقامات الحريري لمحمد الحريري التي أحدثت ضجة في العراق والأندلس بشكل خاص وفي العالم الإسلامي بشكل عام وقام يحيى بن محمود الواسطي برسم حكايتها.
وقد جُمعَت بعض المقامات الأندلسية في كتاب مقامات ورسائل أندلسية لفيرناندو دي لاجرانخا وترجمها أبو همام عبد اللطيف عبد الحليم راجعًا لأصل المقامات.

## قائمة بالمقامات
- مقامات الهمذاني (بقي 52 مقامة من أصل 400)
- مقامة ابن فارس
- مقامات الحريري (رسم منمنماتها الواسطي)
- مقامات لسان الدين بن الخطيب
- مقامات الزمخشري
- مقامات مجمع البحرين لليازجي
- المقامات النظرية لأبي بكر بن محسن باعبود العلوي الحضرمي
- المقامات الاثنتا عشرة لأحمد بن محمد الرازي
- مقامتا أبي عبدالله بن شرف القيرواني
- مقامة أبي محمد القرطبي
- مقامة ابن شرف النقدية
- مقامة عبد الرحمن بن فتوح عن شعراء عصره
- مقامة ابن المعلم
- مقامة صنعها الفتح بن خاقان على الأستاذ أبي محمد البطليوسي وعليها رد يسمى (الانتصار) نُسبَ لابن أبي الخصال فنفاها عن نفسه
- مقامات ابن أبي الخصال
- مقامات أحمد بن دريد
- مقامة السيف والقلم لأحمد بن برد الأصغر
- مقامة النخلة لأحمد بن برد الأصغر
- المقامة اللزومية للسرقسطي
- مقامة أبي إسحاق بن خفاجة (لم يبقَ منها إلا أبياتها في ديوانه)
- مقامتا محارب بن محمد بن محارب الوادي آشي، كتب إحداهما إلى القائل أبي عبد الله بن ميمون، وكتب الأخرى في مدح القاضي بن موسى
- المقامة الدوحية لأبي عبد الله بن عياض اللبلي، وتسمى أيضاً المقامة العياضية الغزلية، وتنسب خطأً أحياناً إلى محمد بن عبد الرحمن بن موسى بن عياض الشاطبي
- مقامة وصف القلم لابن غالب الرصافي (المقامة لا توجد كاملة)
- مقامة مغايرة بين السيف والقلم لابن نباتة
- المقامة النخلية لأبي الحسن الجذامي النباهي
- مقامة ابن شهيد الأندلسي
- مقامة أبي حفس عمرو بن الشهيد الحريزي لبعض إخوانه
- المقامة النوحية لابن عياض
- مقامات أبو الحجّاج يوسف بن علي القضاعي
- مقامات أبو البقاء الرندي: بيع الأمة في سوق العبيد، رسالتا كتاب الأنس
- مقامة العيد لابن المرابع الأزدي
- مقامة الوباء لعمر المالقي
- سبع مقامات لأبي الحسن بن سلام المالقي
- مقامات عبد الرحمن بن محمد السلمي المالقي
- مقامات فريد الدين العطار
- مقامات سعدي الشيرازي
- نزهة الخاطر في تدمير الثائر لأحمد سكيرج
- مقامات السيوطي (ومنها اللؤلؤية)
- المقامة الحصيبية في المفاضلة بين الفنون وأربابها للقاضي الرشيد احمد بن الزبير
- مقامات بيرم التونسي
- مقامات صلاح الدين الصفدي